# Velimir Jovanović
Velimir Jovanović (* 25. August 1987 in Niš) ist ein serbischer Fußballspieler.

## Karriere
Jovanović kam während des Balkankrieges mit seiner Familie nach Deutschland. Seine Laufbahn begann er im Jugendbereich beim FSV Malchin, 2003 wechselte er in die Nachwuchsabteilung des 1. FC Neubrandenburg, 2005 zum FC Sachsen Leipzig. Nachdem er über Einsätze in der Landesliga Sachsen nicht hinausgekommen war, ging er 2007 zum Oberligisten TSG Neustrelitz. Nachdem er in der  Oberliga-Saison 2009/10 mit 26 Saisontreffern Torschützenkönig geworden war, holte ihn Energie Cottbus für seine in die Regionalliga aufgestiegene U-23-Mannschaft. Er spielte aber in der Saisonvorbereitung auch mehrmals für das Profiteam. Bei der U-23 erzielte er in 14 Spielen fünf Tore. Sein Debüt in der 2. Fußball-Bundesliga gab er am 19. Dezember 2010 beim 4:0-Sieg bei Rot-Weiß Oberhausen. Dort wurde er in der 81. Minute für Jules Reimerink eingewechselt und erzielte in der 90. Minute den Treffer zum 4:0-Endstand.  Sein Vertrag lief bis 2012.
Im Juli 2011 verlieh Energie Cottbus Jovanović an den Drittligisten FC Carl Zeiss Jena. Am 26. Januar 2012 beendete der FC Carl Zeiss Jena das Leihgeschäft und Jovanović kehrte nach Cottbus zurück. Er wurde weiter an den 1. FC Magdeburg bis zum Ende der Saison ausgeliehen. Kurz vor Beginn der Saison 2012/13 wechselte Jovanović zurück zu seinem früheren Verein TSG Neustrelitz. Im Sommer 2014 schloss sich Jovanović dem FC Carl Zeiss Jena an; er erhielt einen Zweijahresvertrag. Mit 16 Toren in 27 Spielen trug er in der Saison 2014/15 zum vierten Tabellenplatz seiner Mannschaft bei. Ab Januar 2016 stand er beim TSV Steinbach in der Regionalliga Südwest unter Vertrag.
Anfang 2017 löste Jovanović dort seinen Vertrag auf und schloss sich dem Greifswalder FC an. Mit dem Verein stieg er in der Saison 2017/18 aus der Verbandsliga Mecklenburg-Vorpommern in die Oberliga auf. Danach verpflichtete ihn der aus der dritten Liga abgestiegene Regionalligist Rot-Weiß Erfurt. Im Januar 2020 wechselte er erneut zum Greifswalder FC. Zum Saisonende 2021/22 gab er sein Karriereende als Spieler bekannt und schloss sich zur neuen Spielzeit dem Trainerstab des Greifswalder FC an.